# リジェ・JS31
リジェ・JS31 (Ligier JS31)は、ミッシェル・テツとクロード・ギャロパン、ミッシェル・ボイジョンが中心となり設計したF1マシンで、1988年シーズンの全戦でリジェチームが使用した。最高成績は9位。

## 概要

### 背景
1988年シーズンは、ターボエンジンと自然吸気エンジンの混走となり、JS31はジャッドのV8自然吸気エンジンを搭載していた。この年、ターボ車の燃料タンクが150リットルに制限されていたのに対し、自然吸気車の燃料タンク容量は無制限であり、
自然吸気車は1レースでおよそ200リットル近い燃料消費が予想されていた。同年のF1においてはレース中の燃料補給が禁止されていたため（1994年よりレース中給油が再解禁となる）、自然吸気車はターボ車よりも大きな燃料タンクを搭載する必要があった。
同年のリジェのドライバーはチームでの3年目を迎えるルネ・アルヌーと、マクラーレンから移籍してきたステファン・ヨハンソンの元フェラーリコンビとなった。前年最終戦後にはアルヌーのチームメイトとしてクリスチャン・ダナーといったん契約したが、長身のダナーと小柄なアルヌーの体格差が大きく、ダナーがリジェのマシンに乗れなかったことから、その契約を解消。ティレルやリアルと交渉していたヨハンソンがリジェに加わることとなった。他にもフィリップ・ストレイフ、パオロ・バリッラ、オリビエ・グルイヤール、ミシェル・フェルテとも交渉したとギ・リジェは述べている。

### 開発
JS31の大きな特徴は燃料タンクが2分割されていたことである。ドライバー背後の一般的な位置に120リットル、エンジンとギアボックスの間に80リットルの燃料タンクが配置され、合計で200リットルの容量があった。燃料タンクを分割して搭載する目的はハンドリングを安定させることと車高を下げ空気抵抗を減らすことだった。テツによると「特に、予選用タイヤを完全に使い切ることが一番考えていた事だった。そのための重量配分コンセンプトだった。」と述べている。
ドライバー背後の燃料タンクはコクピットサイドにまで張り出しており、張り出した部分はステアリングホイールの辺りまで前方に伸びていた。これにより、通常のタンクを持つマシンよりも全高は低く抑えられた。しかし、燃料消費によって重量が大きく変化する燃料タンクをエンジン後方に搭載したことで、レース中にハンドリングが変化してしまい目論見通りとはならなかった。ジャッドエンジンのオーバーヒートの問題も多かった。
また、当時のF1としては斬新なパワーステアリングを装備していた。しかし当時の装置は大きく重く、これもシャシバランスの悪さの一因となったほか、最初のテストでパワーステアリングのオイル漏れが発生しドライバーの足にかかり、ペダル操作が不自由になるという恐怖を味わったこともあり、ヨハンソン車では早々にパワステは取り外された。

### 1988年シーズン
意欲的な設計ではあったが成績はひどく低迷し、予選不通過もしばしばであった。第2戦サンマリノGPではリジェ史上初となる2台揃っての予選落ちを喫した。JS31のあまりの不振に、第3戦モナコGP終了後、前年のJS29を新フットボックスレギュレーションに合わせて改造したマシンにジャッドV8を搭載してテストを行った。このテストでJS29とJS31はほとんど変わらないタイムを記録したが、チームはJS31の使用を継続する決定を下した。しかしチームの母国グランプリであるフランスGPでも2台揃って予選落ちという最悪の結果が繰り返されると、ギ・リジェの怒りは頂点に達した。開幕当初のJS31はレギュレーションで定められた最低重量を30kg程度上回っていたと見られるが、シーズン中には軽量化が進められ、第11戦のベルギーGPにはエンジン背後の燃料タンクを取り外した予選用シャシーも導入されたが、効果はなかった。1シーズンJS31に乗ったヨハンソンはイタリアGP予選後のインタビューで、「このマシンは問題点が多いが、車高やウェイトのバランスがほんの少し変わっただけで、全く操縦不能になってしまう。グリップは常に足りず、いつもウェット路面を走ってるようなダウンフォースの少ない車だった。」とその操縦性の悪さを語った。
結局1988年シーズンはノーポイントに終わり、設計者のミッシェル・テツは、不振の責任を取るかたちでリジェを去ることとなった。ジャッドCV V8エンジンを搭載したのはウィリアムズとマーチ、そしてリジェの3チームだったが、他の2チームが表彰台登壇を果たしていたにもかかわらず、JS31は選手権ポイント獲得すら果たせなかった。後年にテツ自身も「JS31は基本が完全に失敗してしまいました。分割されたタンクを配管でつなぐという構造が剛性不足を招き、横Gや重量に耐えられず、あとから改良を加えても再生不可能でした。」と2021年のインタビューで失敗を認めている。

## スペック

### シャシ
- シャシ JS31
- ホイールベース 2,865 mm
- 前トレッド 1,790 mm
- 後トレッド 1,662 mm
- 燃料タンク容量 200 L
- 重量 525 kg
- ブレーキ ブレンボ
- タイヤ グッドイヤー
- トランスミッション リジェ製 6速MT

### エンジン
- エンジン ジャッドCV
- 気筒数・角度 V型8気筒・90度
- 排気量 3,498cc
- 出力 600馬力
- イグニッション ルーカス
- フューエルシステム ボッシュ

## 記録
| 年   | 型   | エンジン           | タイヤ | No. | ドライバー | 1   | 2   | 3   | 4   | 5   | 6   | 7   | 8   | 9   | 10  | 11  | 12  | 13  | 14  | 15  | 16  | ポイント | ランキング |
| ---- | ---- | ------------------ | ------ | --- | ---------- | --- | --- | --- | --- | --- | --- | --- | --- | --- | --- | --- | --- | --- | --- | --- | --- | -------- | ---------- |
| 1988 | JS31 | ジャッド CV 3.5 V8 | G      |     |            | BRA | SMR | MON | MEX | CAN | DET | FRA | GBR | GER | HUN | BEL | ITA | POR | ESP | JPN | AUS | 0        | NC         |
| 1988 | JS31 | ジャッド CV 3.5 V8 | G      | 25  | アルヌー   | Ret | DNQ | Ret | Ret | Ret | Ret | DNQ | 18  | 17  | Ret | Ret | 13  | 10  | Ret | 17  | Ret | 0        | NC         |
| 1988 | JS31 | ジャッド CV 3.5 V8 | G      | 26  | ヨハンソン | 9   | DNQ | Ret | 10  | Ret | Ret | DNQ | DNQ | DNQ | Ret | 11  | DNQ | Ret | Ret | DNQ | 9   | 0        | NC         |

- DNQは予選不通過。

## その他
- 開幕前にイモラで行われた合同テストの時点でJS31が致命的に遅いことが判明し、怒ったオーナーのギ・リジェは製作者のテツも同席していたその日の夕食会で「こんなクソ車作りやがって！」とテーブルを叩きながら激高し、罵った[13]。
- JS31の失敗によって設計者のテツはリジェからクビにされたも同然だったが、翌'89シーズンにむけてすぐにラルースへと移籍予定だったテツにギ・リジェは「元々の契約期間は1989年末までだったのだから、それが過ぎるまで他チームへの移籍は無効だ」として裁判になった。結局テツのラルースへの合流は1989シーズン後半まで延ばされた。
- 川井一仁は当時パドックで配布されていたJS31のステッカーを持っており、この車を「劣悪マシン」「2分割タンクやパワーステアリングなど常識を無視していた」「乗っているヨハンソンが憐れに見える」と評している[14]。
- 翌年の開幕前テストでJS31の後継車JS33のガソリンタンクが1つにまとめられていることを馴染みの記者から知らされたヨハンソン（リジェを1年で離れオニクス・グランプリへ移籍）は「それは本当かい？次のマシンじゃきっとフロントノーズにでもタンクを仕込むのだろうと思ってたのに。」と皮肉を込めたジョークをコメントした[15]。